# 拉萨勒 (意大利)
拉萨勒（法語：La Salle，法語發音：[la sal] ⓘ）是意大利瓦莱达奥斯塔大区的一个市镇。总面积83平方公里，人口2065人，人口密度24.9人/平方公里（2009年）。ISTAT代码为007040。